# Bien Bien
Bien Bien, född 1989 i Kentucky, död 11 mars 2002 på Kirtlington Stud i Storbritannien, var ett engelskt fullblod, mest känd för att ha segrat i åtta raka löp under sin karriär.

## Karriär
Bien Bien var en fuxhingst efter Manila och under Stark Winter (efter Graustark). Han föddes upp av William S. Farish III & William S. Kilroy och ägdes av Trudy McCaffery & John Toffan. Han tränades av J. Paco Gonzalez.
Bien Bien tävlade mellan 1992 och 1994, och sprang in totalt 2 498 370 dollar på 26 starter, varav 9 segrar, 8 andraplatser och 1 tredjeplats. Han tog karriärens största segrar i Cinema Handicap (1992), Swaps Stakes (1992), Hollywood Turf Cup Stakes (1992), Hollywood Invitational Turf Handicap (1993), Sunset Handicap (1993), San Luis Rey Handicap (1994), San Marcos Handicap (1994) och San Juan Capistrano Invitational Handicap (1994). Han kom även på andra plats i Breeders' Cup Turf (1993).

### Som avelshingst
1995 stallades Bien Bien upp som avelshingst på Mill Ridge Farm nära Lexington, Kentucky. År 2000 stallades han upp på Kirtlington Stud nära Kirtlington i Oxfordshire i England. Under sin relativt korta karriär som avelshingst blev han far till ett par framgångsrika avkommor.
| Häst           | Född | Större segrar/utmärkelser i urval |
| -------------- | ---- | --- |
| Bienamado      | 1996 | Prix de Condé (1998), Hollywood Turf Cup Stakes (2000), San Juan Capistrano Invitational Handicap (2001), Charles Whittingham Memorial Handicap. |
| Bien Nicole    | 1998 | Oaklawn Breeders Cup Stakes (1998), Galaxy Stakes (1998)                                                                                         |
| Dream Alliance | 2001 | Welsh Grand National (2009) |

### Död
Bien Bien avled av en hjärtinfarkt den 11 mars 2002, efter att ha betäckt ett sto på Kirtlington Stud.